# Anna von Rothenstein
Anna von Rothenstein (* 15. Jahrhundert; † 31. März 1557, der Name wird in der Literatur in verschiedenen Varianten genannt, so „Rotenstein“, „Rotenstain“ oder „Rottenstein“) war Äbtissin im Zisterzienserinnenkloster Wald im heutigen Landkreis Sigmaringen in Baden-Württemberg. Sie entstammte dem schwäbischen Adelsgeschlecht der Rothensteiner aus der Seitenlinie zum Falken.

## Leben
Anna war die Tochter des Acharius oder Euchars von Rotenstein und seiner Gemahlin Appolonia von Burggraf. Bereits im Jahr 1501 ist sie als Nonne im Kloster Wald nachweisbar. Neben Anna werden ihre Schwester Agatha in der Zeit von 1501 bis 1548 sowie ihre entferntere Base Helena von Hinwil von 1543 bis 1568 als Nonnen im Kloster genannt. Am 7. November 1516 und am 25. Januar 1519 wurde Anna als „Bursiererin“ bezeichnet.

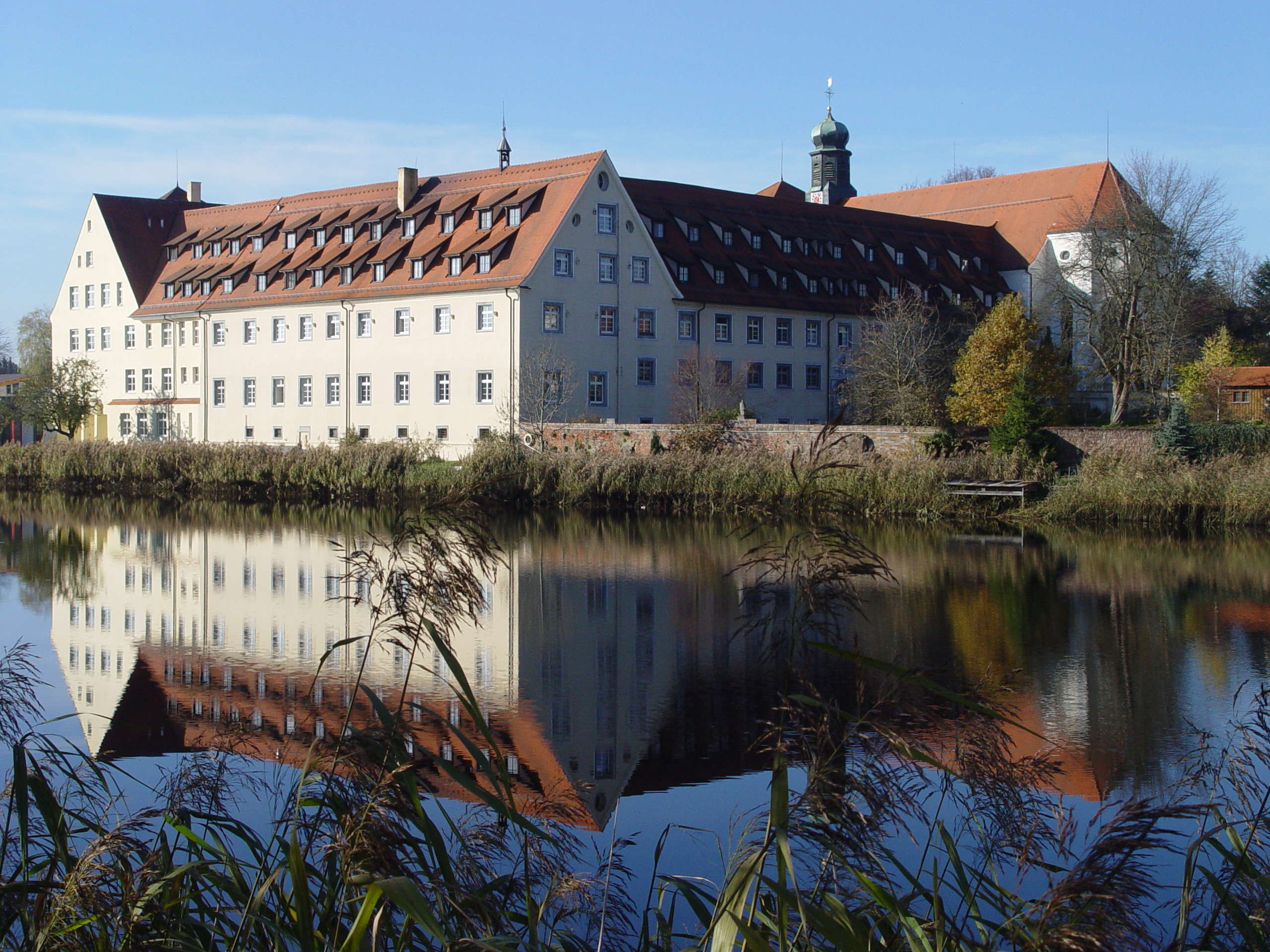
Kloster Wald

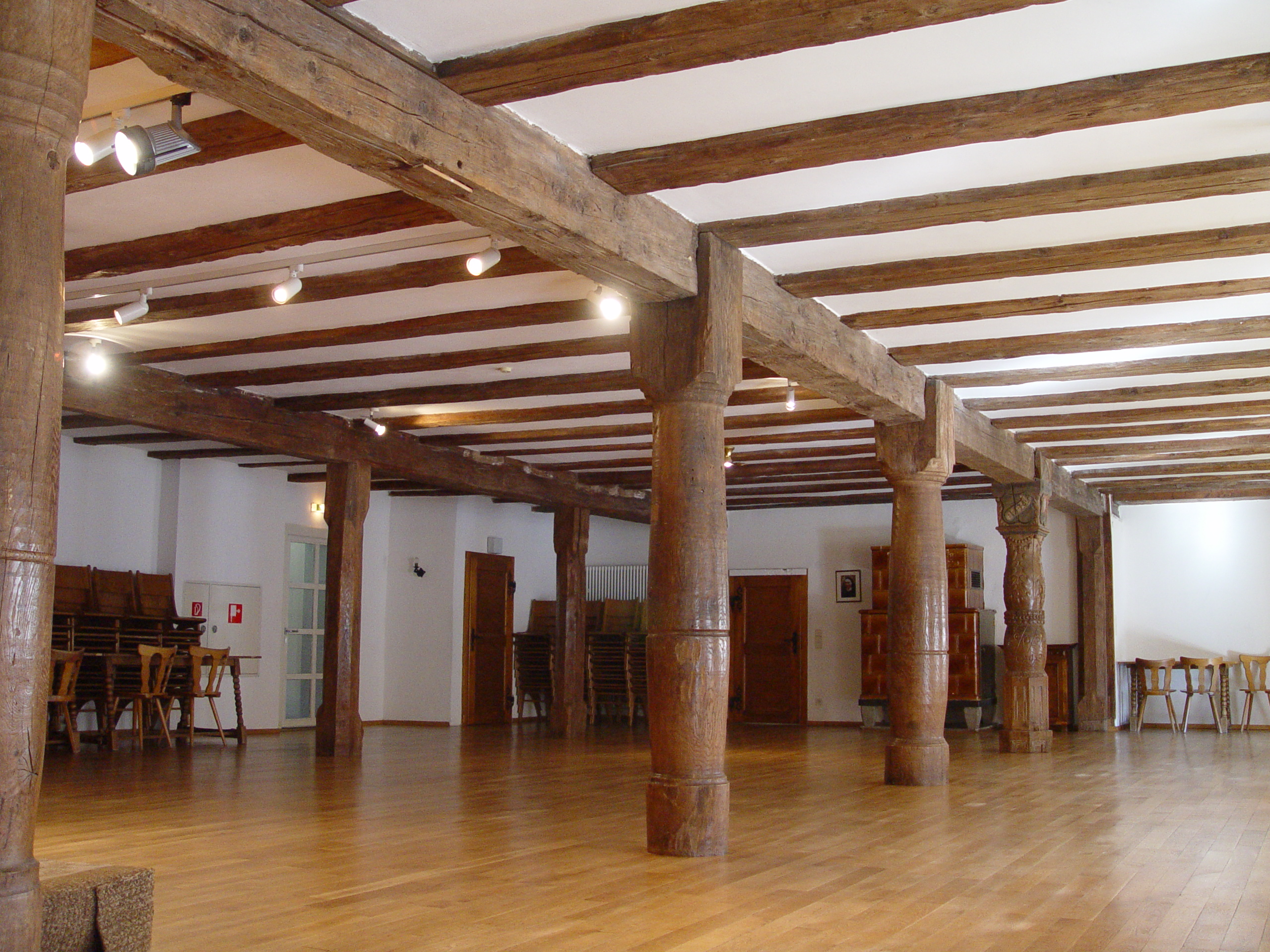
Der von Anna von Rothenstein initiierter „Jenner“

In der Position der Äbtissin des Klosters wurde sie am 8. Mai 1505 und ab dem 29. April 1529 bis zuletzt am 28. Januar 1557 genannt. Der fehlende Nachweis von 1505 bis 1529 mag darauf zurückzuführen sein, dass Anna als Äbtissin resignierte und später erneut zur Äbtissin gewählt wurde. Das klösterliche Herrschaftsgebiet wurde von ihr 1530 mit einer tiefgreifenden Verwaltungsreform in fünf Gerichts- und Verwaltungsbezirke eingeteilt. Im Jahr 1533 ließ Anna die Artikel der Waldischen Gerichtssatzung in eine berichtigte Form zusammenfassen und aufzeichnen. In dieser Gerichtsordnung wird das Kloster als Niedergerichts- und Ortsherrschaft ausgewiesen. Die Äbtissin wird als niedergerichtliche Obrigkeit genannt. Das Kloster Wald verfügte damals über 18 Weiler und Einzelhöfe. Bis zum Jahr 1806 bildete die Satzung die rechtsverbindliche Fassung der klösterlichen Gerichtsordnung. In die 1530er Jahre fiel auch der von ihr veranlasste Umbau des um 1500 entstandenen Westflügels des Klosters, des sogenannten Jenners. In einem an den Kreuzgang anschließenden, rund 2 Meter tieferliegenden Raum, befindet sich am Schlussstein des Netzgewölbes neben dem Wappen des Zisterzienserordens, des Klostergründers von Weckenstein und der Schirmherrn, der Grafen von Werdenberg, auch das Wappen der Äbtissin Anna von Rotenstein. Im Jahr 1540 legte sie zu ihrem und ihrer Vorfahren Gedächtnis 600 fl. aus dem Klostervermögen mit 30 fl. Zins an. Sie bestimmte, dass jede Äbtissin zukünftig am Maitag jeder „gewyleten“ und „gemantleten“ Konventsfrau 3 fl. austeilen musste, Schwestern und Pfründner sollten nichts erhalten. Noch im gleichen Jahr regelte sie, dass jede Äbtissin zum Neuen Jahr drei gemästete Schweine und jedes Jahr zu Martini den besten Ochsen aus dem Klosterbesitz schlachten lassen musste und dass das Fleisch ausschließlich den Konventsfrauen „in Schleier und Mantel“ zukommen sollte.
Anna von Rotenstein starb am 31. März 1557. Ihre Base Helena von Hinwil stiftete für Anna und ihre Schwester Agatha einen Jahrtag im Kloster Wald.

## Besitzungen
Bereits in der ersten Hälfte des 14. Jahrhunderts hatte sich Privatbesitz der Nonnen durchgesetzt, das Klosterleben nahm in der Folge immer mehr stiftsähnliche Züge an. Im 16. Jahrhundert gab der Konvent endgültig die persönliche Armut und Klausur auf. Anna erwarb mit ihrer Schwester 1501 drei „Rebenstücke“ in Bermatingen und kaufte 1515 ein Gut in Hippetsweiler für 260 fl. 1521 kam ein Weingarten in Bermatingen und 1543 zusammen mit ihrer Schwester Agatha und Helena von Hinwil eine Mühle bei Zell am Andelsbach hinzu. 1544 erhielt einen „ewigen Zins“ aus einer Pfullendorfer Mühle von 390 fl.

## Sonstiges
Auf Holztafeln im Kloster Wald sind auf Bildern die Äbtissinnen dargestellt, wobei bis Ende des 15. Jahrhunderts Reihenfolge, Namen und Tagesdaten der Wahlen von den archivalischen Quellen abweichen und auf klösterlicher Tradition beruhen. Auf der zweiten, gegen das Ende des 16. Jahrhunderts entstandenen Holztafel, mit einer Höhe von 70 cm und einer Breite von 285 cm, sind 17 Äbtissinnen in Öl gemalt. Zwischen Barbara von Hausen und Helena von Reischach ist Anna von Rotenstein dargestellt.

## Anmerkung
Anna von Rothenstein, die Tochter des Acharius von Rothenstein und seiner Gemahlin Apollonia Burggraf von Burtenbach, wird von Alfred Schröder in Das Bistum Augsburg historisch und statistisch – Das Landkapitel Oberdorf von 1906–1910 als Gemahlin des Christoph von Bollstadt genannt, während das Max-Planck-Institut für Geschichte in Germania Sacra – Historisch-statistische Beschreibung der Kirche des Alten Reichs – Die Bistümer der Kirchenprovinz Mainz – Das Bistum Konstanz – Das Zisterzienserinnenkloster Wald von 1992 sie als Äbtissin des Klosters Wald aufführt. Ob es sich um die gleiche Person oder zwei Schwestern gleichen Namens handelt, geht daraus nicht eindeutig hervor.